# Gamma Cassiopeiae
Gamma Cassiopeiae (γ Cas / γ Cassiopeiae) este o stea variabilă, a cărei luminozitate se schimbă în mod neregulat între magnitudinile +2,20 și +3,40; este situată în constelația Cassiopeia. 

## Denumiri
Deși este o stea destul de strălucitoare, ea nu posedă un nume tradițional arab sau latin. În chineză, totuși, ea poartă numele Tsih, care semnifică „biciul”.  Cel de-al doilea astronaut american, Virgil Ivan « Gus » Grissom, a supranumit steaua Navi după cel de-al doilea prenume al său spus invers. Steaua era utilizată ca punct de navigație ușor reperabil în timpul misiunilor spațiale.

## Caracteristici
Steaua este situată în centrul lui „W” caracteristic care formează constelația Cassiopeia.
Este prototipul stelelor variabile de tip Gamma Cassiopeiae. 

Magnitudinea aparentă a acestei stele era de +2,2 în 1937, +3,4 în 1940, +2,9 în 1949, +2,7 în 1965, iar acum este de +2,15. La strălucirea maximă, γ Cassiopeiae depășește atât α Cassiopeiae (magnitudine +2,25) cât și β Cassiopeiae (magnitudine +2,3).
Este o stea în rotație rapidă care posedă o umflare la ecuator. Aceasta combinată cu puternica luminozitate, rezultă de aici o pierdere de materie care formează un disc în jurul stelei. Emisiile și variațiile de luminozitate sunt create probabil de acest disc.
Gamma Cassiopeiae este și o binară spectroscopică cu o perioadă orbitală de circa 204 zile și o excentricitate valorând 0,26, adică „vecină cu zero”, potrivit referințelor. Masa companionului său se presupune că este de ordinul celui al Soarelui (Harmanec et al. 2000, Miroschnichenko et al. 2002).
Gamma Cassiopeiae este și prototipul unui mic grup de surse stelare de raze X al căror flux este de circa 10 ori mai mare decât al celui emis de stelele B sau Be, care arată cicluri de la foarte scurtă la lungă perioadă. Particularitatea spectrului X este de a fi „termic” și poate de a fi emis de plasmele având temperaturi mergând până la zece milioane de Kelvin. Istoric, se propusese că aceste raze X ar putea fi emise de stea, provenind de la un vânt cald sau de la un disc aflat în jurul stelei, acretându-se pe suprafața unui companion degenerat, cum ar fi o pitică albă sau o stea neutronică. Acum se înțelege că cele două ipoteze ridică dificultăți de interpretare. De exemplu, se vede greu cum o cantitate suficientă de materie poate fi acretată de o pitică albă ținând cont de distanța stelei secundare (a cărei natură nu este cunoscută), dedusă din perioada orbitală, pentru a produce un asemenea flux de raze X (aproape 10^33 erg/secundă). O stea neutronică ar putea cu ușurință să genereze acest flux de raze X, dar razele X emise de steaua neutronică sunt netermice, și, prin urmare, în dezacord aparent cu proprietățile spectrale.
Este și o stea dublă vizuală, purtând denumirea ADS782AB.